# Яковлево (Заокский район)
Яковлево (Старое Яковлево. Рождествено, Новое Яковлево) — село в Заокском районе Тульской области России.
В рамках административно-территориального устройства входит в Романовский сельский округ Заокского района, в рамках организации местного самоуправления включается в Малаховское сельское поселение.

## География
Расположено на реке Скнига. Расстояние от Москвы — 100 км, Тулы — 70 км, Алексина — 45 км, районного центра пгт Заокский и железнодорожной станции Тарусская — 10 км, платформы Романовские дачи — 4,5 км.

## Название
Старое Яковлево получило название от фамилии владельцев имения в крепостное время дворянского рода Яковлевых. Новое Яковлево получила название в 1789 году в виду разделения на два прихода и села. До революции 1917 года входило в Алексинский уезд Тульской губернии. Тракт Москва—Тула (Тульское губернское шоссе, сов. Старое Симферопольское шоссе) появился в 1840 году и крестьянам Яковлева разрешили строить дома сначала вдоль оврага, а потом вдоль самого тракта, что и сохранилось до наших дней как село Яковлево.

## История

### Старое Яковлево
Данных о времени возникновения поселения не сохранилось. Село Старое Яковлево с соседними деревнями в XVI веке являлось вотчиной бояр Романовых. Профессор Д.В. Цветаев утверждал, что в 1578—1579 годах село являлось владением боярина Никиты Романовича Юрьева, пожалованную ему в пору заведования им обороной южной окраина Московского государства, и находилось на речке Скнига Тешиловского стана Каширского уезда. Причём был уже отмечен храм Рождества Христова стоящий на помещичьей земле.

В писцовой книге на дворцовые волости Каширского уезда (1588—1589) упомянуто:
Село Яковлевское на речке на Скниге, а в селе церковь Рождество Христово древяная клетцки. А храм поставленье и все церковное строенье мирское.
Время образования прихода 1690 год, когда был устроен деревянный храм в Старом Яковлево в честь Рождества Христова, впоследствии разобранной в 1878  году и увековеченный памятником в виде столпа, поставленного на месте бывшего святого престола. Храм построен благодаря стараниям и на средства действительного статского советника Колтовского Николая Дмитриевича. Им же был устроен в трапезной предел в честь Архистратига Гавриила, за ветхостью упразднённый в 1852 году. В 30-х годах XIX столетия, благодаря деятельному участию и благотворительности помещика деревни Чегодаева — Кругликова Николая Александровича, над храмом возведён купол, которого храм не имел раньше и сделаны колонны, произведены и другие значительные перестройки. К церкви, благодаря стараниям и на средства действительного статского советника Давыдова Ивана Ивановича, пристроен каменный предел в честь святой великомученицы Екатерины. В самом храме имелось оригинального стиля иконостас Елизаветинского времени, окрашенный в красный с золотом цвета и находились иконы старинного письма: Покрова Пресвятой Богородицы, Пресвятой Троицы, пророка Ильи, три оловянных сосуда и древнее Евангилие 1688 года.
В состав прихода кроме села Старое Яковлево входили деревни: Чегодаево, Крюково, Новосёлки, Дятлово, Селянино и Никольское, с общим количеством прихожан 471 мужского пола и 511 женского пола. В их числе раскольники 3 мужчины и 1 женщина. Притч состоял из священника, дьякона и псаломщика. В их пользу поступал процент с капитала 500 рублей и доходы от церковной земли в количестве — 35 десятин, в том числе усадебной — 1 десятина, под лесом — 4 десятины и полевой — 30 десятин.
При церкви была с 1884 года церковно-приходская школа.
Неподалёку от церкви в 1913 году селе находилась усадьба помещика Кругликова.

#### Вотчина Романовых
Писцовые книги 1578-1579 годов дают следующее описание вотчины Н.Р. Захарьина-Юрьева в селе Старое Яковлево:  “За бояриным  Никитою  Романовичем Юрьевым в поместье с. Рождественное на речке Скниге, а в нём древняя церковь Рождества Христово,  клетцки, стоит на помещичьей земле, во дворе поп, да дьячок церковной, во дворе проскурница, во дворе пономарь, да 14 келий, а в них живут нищие, питаются милостыней с церкви Божией. В селе двор помещиков, да двор челяденной, да людских. Пашни серой земли 172 чети в поле, а в дву потому же, лугу от рубежа дворцового села Яковлево (Новое Яковлево) по обе стороны речки Скниги до речки Селименки 15 десятин, сена ставитца 180 копен, по 12 копен на десятину, лесу рощи не пашенные у присяды полтрети десятин, да по оврагам кустарю 2 десятины”.

### Новое Яковлево
Новое Яковлево в 1913 году располагалось в 1,5 верстах от Старого Яковлева, на другом берегу речки Скниги и в Писцовых книгах XVI века именовалось дворцовым селом Яковлевским.
В состав прихода кроме села Новое Яковлево входили деревни: Малое Малахово (сов. Малахово) и Вишенки, с общим числом прихожан в 1895 году: 600 человек мужского пола и 730 женского пола, в том числе раскольники 1 мужчина и 5 женщин.
Существующий каменный храм устроен в 1878 году на средства прихожан и помещика Поливанова и также освящённый в честь Рождества Христова. Храм был замечателен своей древней живописью иконостаса, обратившего на себя внимание бывшего Тульского епископа Алексея, при обозрении им прежней деревянной церкви в 1858 году, из которой иконостас был перенесён в новую церковь. Местночтимой иконой в храме с древнейших времён почиталась Казанская икона Божией Матери, в честь которой совершалось празднество, подобное храмовому празднику (08 июля и 22 октября) и икона старого письма Успения Пресвятой Богородицы.
Церковный притч состоял из священника и псаломщика, пользующихся процентами с капитала 900 рублей и церковной землёю в размере 42 десятины и 1860 сажень. При церкви в селе Новое Яковлево была с 1875 года земская школа.
В 1913 году близ этой церкви находилась усадьба помещика Рубана.
В 1930 году в селе образован колхоз им. Шкирятова, позже был переименован в Яковлевский.

## Население
| 1859 | 1897 | 1915 | 2002 | 2010 |
| ---- | ---- | ---- | ---- | ---- |
| 737  | ↘735 | ↗777 | ↘195 | ↗254 |